# Halluin
Halluin (in Dutch: Halewijn) là một xã của tỉnh Nord, thuộc vùng Hauts-de-France, miền bắc nước Pháp.

## Twin towns
Halluin kết nghĩa với:
- Menen, Bỉ
- Oer-Erkenschwick, Đức - since 1969
- North Tyneside, Anh - since 1994
- Pniewy, Poland - since 1998
- Lübbenau, Đức - since 2000
- Kočevje, Slovenia - since 2000
- NKong-Zem, Cameroon - since 2001